# Masquerade in Blood
Masquerade in Blood (с англ. — «Маскарад в крови») — седьмой студийный альбом немецкой трэш-метал группы Sodom, выпущенный 1 июня 1995 года на лейбле Steamhammer/SPV. В музыкальном плане альбом часто рассматривается как самая сырая и тяжелая запись группы, по большей части выполненная в грув-метал стилистике.

## Об альбоме
Альбом включает кавер на песню Anti-Nowhere League «Let's Break the Law», а также кавер на песню Saxon «20,000 Feet», который можно найти только на японских релизах альбома. Это также единственный релиз с участием гитариста Дирка «Strahli» Штральмайера и второй и последний для барабанщика Гвидо «Atomic Steif» Рихтера, поскольку первый был арестован в 1996 году за хранение наркотиков, а второй покинул группу по личным причинам.
Masquerade in Blood продолжается в том же стиле кроссовера трэша, что и их предыдущий студийный альбом Get What You Deserve (который был выпущен годом ранее), однако он наиболее примечателен тем, что представляет новый стиль грув-метала с присутствием дэт-метала в ряде песен.

## Список композиций
Все тексты написаны Томасом Зухом, вся музыка написана Томасом Зухом, Гвидо Рихтером и Дирком Штральмайером, за исключением указанных.
| №                   | Название                                             | Автор(ы)                | Длительность |
| ------------------- | ---------------------------------------------------- | ----------------------- | ------------ |
| 1.                  | «Masquerade in Blood»                                |                         | 3:19         |
| 2.                  | «Gathering of Minds»                                 |                         | 4:16         |
| 3.                  | «Fields of Honour»                                   |                         | 3:23         |
| 4.                  | «Braindead»                                          |                         | 2:29         |
| 5.                  | «Verrecke!» (текст на немецком языке)                |                         | 2:48         |
| 6.                  | «Shadow of Damnation»                                |                         | 2:57         |
| 7.                  | «Peacemaker's Law»                                   |                         | 3:23         |
| 8.                  | «Murder in My Eyes»                                  |                         | 2:38         |
| 9.                  | «Unwanted Youth»                                     |                         | 3:32         |
| 10.                 | «Mantelmann» (текст на немецком языке)               |                         | 2:10         |
| 11.                 | «Scum»                                               |                         | 5:24         |
| 12.                 | «Hydrophobia»                                        |                         | 3:23         |
| 13.                 | «Let's Break the Law» (кавер на Anti-Nowhere League) | Ник Калмер, Крис Экзолл | 2:55         |
| Общая длительность: | Общая длительность:                                  | Общая длительность:     | 42:34        |

| №                   | Название                       | Автор(ы)                                                      | Длительность |
| ------------------- | ------------------------------ | ------------------------------------------------------------- | ------------ |
| 14.                 | «20,000 Feet» (кавер на Saxon) | Бифф Байфорд, Пол Куинн, Грэйем Оливер, Стив Доусон, Пит Гилл | 3:39         |
| Общая длительность: | Общая длительность:            | Общая длительность:                                           | 46:21        |

## Участники записи
Sodom
- Томас Зух — вокал, бас-гитара
- Дирк Штральмайер — гитара
- Гвидо Рихтер — ударные

Производственный персонал
- Ули Пёссельт — продюсирование